# Rovenaud
Il villaggio di Rovenaud (pron. fr. AFI: [ʁovəno]) è una località del comune di Valsavarenche.

## Descrizione
Rovenaud è conosciuto a livello regionale per avere dato i natali a Émile Chanoux.

## Luoghi di interesse
A Rovenaud ha sede il Museo della Resistenza di Valsavarenche, inaugurato nel 2009, che evidenzia il lascito culturale lasciato da alcuni protagonisti dell'autonomia valdostana, tra cui Émile Chanoux (di cui è possibile visionare alcuni scritti originali) e Federico Chabod, alla Resistenza, alle teorie federaliste e al progetto europeo.
Di interesse naturalistico è il centro Acqua e Biodiversità sorto sui resti di un vecchia segheria creata da Juvénal Dayné, che ospita tre esemplari di lontre e che si pone come obiettivo di sensibilizzare sull’importanza della conservazione e del sottile equilibrio che si instaura tra uomo e ambiente.